# Lamonzie-Montastruc
Lamonzie-Montastruc település Franciaországban, Dordogne megyében. Lakosainak száma 692 fő (2022. január 1.). Lamonzie-Montastruc Saint-Georges-de-Montclard, Campsegret, Lembras, Liorac-sur-Louyre, Queyssac és Saint-Sauveur községekkel határos.

## Népesség
A település népességének változása:
| Lakosok száma | 351  | 407  | 539  | 563  | 694  | 715  | 709  | 694  | 690  | 692  |
|               | 1968 | 1982 | 1990 | 2006 | 2013 | 2015 | 2017 | 2019 | 2020 | 2022 |